# Vilém Přibyl
Vilém Přibyl (* 10. April 1925 in Náchod, Tschechoslowakei; † 21. Juli 1990 in Brno, Tschechoslowakei) war ein tschechischer Opernsänger (Tenor).

## Leben
Přibyl absolvierte eine Ausbildung zum Elektrotechniker und besuchte eine Maschinenbauschule in Prag, die er 1947 abschloss, und arbeitete danach als Konstrukteur. Seit 1950 nahm er Gesangsunterricht bei Marie Jakoubková und wirkte ab 1952 in Laienaufführungen der Volksoper in Hradec Králové mit. Im Jahr 1959 gab er sein professionelles Debüt in Ústí nad Labem in der Rolle des Prinzen in Rusalka von Antonín Dvořák. 1961 wurde Přibyl als Solist ans Nationaltheater in Brno engagiert, wo in den 1960er und 1970er Jahren sein künstlerischer Lebensmittelpunkt blieb. 1961 sang er hier in der tschechischen Erstaufführung der Griechischen Passion von Bohuslav Martinů die Hauptrolle des Manolios. Obwohl bereits ein arrivierter Opernsänger, vollendete er in den Jahren 1962 bis 1966 seine Gesangsausbildung bei Jarmila Vavrdová an der Janáček-Akademie für Musik und Darstellende Kunst (JAMU) in Brno.
Neben seinem Festengagement in der mährischen Hauptstadt Brünn sang Přibyl regelmäßig als Gast im Nationaltheater Prag. Im August 1964 gastierte er mit dem Nationaltheater in der Titelrolle der von Bedřich Smetana komponierten Oper Dalibor beim Edinburgh Festival, was den internationalen Durchbruch seiner Karriere bedeutete. Im selben Jahr wurde er nach London ans Royal Opera House Covent Garden engagiert, wo er neben Régine Crespin als Florestan in Beethovens Fidelio auftrat. 1966 folgte an diesem Haus die Rolle des Erik im Fliegenden Holländer von Richard Wagner. 1967 und 1971 wurde er – neben Gwyneth Jones bzw. Ludmila Dvořáková – erneut als Florestan nach London engagiert, 1970 sang er hier die Rolle des Turiddu in Cavalleria rusticana von Pietro Mascagni. Weitere Engagements führten Přibyl u. a. an die Deutsche Oper Berlin, nach Amsterdam, Paris, Luxemburg, Athen, Ankara, Genua, Bonn, Barcelona, Den Haag, zu den Salzburger Festspielen, nach Hamburg, Japan, Los Angeles und Vancouver.
Přibyls meist gesungene Rollen waren Dalibor (135 Aufführungen), Jeník in Die verkaufte Braut von Smetana (135), Florestan (70), Laca in Jenůfa (70), Prinz in Rusalka (63), Lukáš in Der Kuss (tschech. Hubička) von Smetana (50), Manolios (43), Canio in Pagliacci von Ruggero Leoncavallo (42) und Radames in Aida von Giuseppe Verdi (40 Aufführungen). Weitere Rollen in seinem Repertoire waren u. a. Boris in Káťa Kabanová von Leoš Janáček (29 Aufführungen), Lohengrin von Richard Wagner (11), Sergej in Lady Macbeth von Mzensk von Dmitri Schostakowitsch (19) oder die Titelrolle in Semjon Kotko von Sergej Prokofjew (15 Aufführungen). Im Konzertsaal gestaltete Přibyl u. a. den Tenorpart in Das Lied von der Erde von Gustav Mahler und Tagebuch eines Verschollenen von Janáček.
Přibyl wirkte an einer Reihe von Studioaufnahmen mit, als Dalibor (Supraphon 1967 und Supraphon 1979), Laca in Jenůfa (Supraphon 1969 und Supraphon 1977/78), als Živný in Osud von Janáček (Supraphon 1975), als Jirí in Der Jakobiner von Dvořák (Supraphon 1977), als Ctirad in Šárka von Zdeněk Fibich, als Luka Kuzmič in Aus einem Totenhaus von Janáček (Supraphon 1979), in der Titelrolle in Die Ausflüge des Herrn Brouček von Janáček (Supraphon 1980) sowie als Manolios in Die Griechische Passion (Supraphon 1981). Nach seiner aktiven Gesangskarriere arbeitete Přibyl als Gesangspädagoge an der Janáček-Akademie für Musik und Darstellende Kunst in Brno. Er starb 1990 im Alter von 65 Jahren an einem Schlaganfall.